# Aiki Mira
Aiki Mira est une personnalité allemande non binaire, autrice de science-fiction sous ce pseudonyme. Ses romans et nouvelles ont remporté plusieurs fois le prix allemand de science-fiction et le prix Kurd-Laßwitz.

## Biographie
Aiki Mira s’établit à Hambourg après des études en communication. La ville sert de cadre à plusieurs de ses romans se déroulant dans un futur alternatif : dans Neongrau, sorti en 2022, elle a été partiellement engloutie par la montée des eaux, alors que dans Proxi, paru en 2024, elle a été absorbée par une mégalopole tandis que la mer du Nord s’est asséchée. Mira écrit des romans publiés à partir des années 2020, ainsi que des nouvelles et des essais dans des publications comme Exodus (de) (magazine allemand consacré à la science-fiction), phantastisch! (de) (magazine allemand de littérature fantastique et de science-fiction), c't (magazine allemand spécialisé en informatique), Queer*Welten (magazine allemand de science-fiction queer et féministe), Tor Online…
Mira co-anime également Das war morgen (de), un podcast consacré à la science-fiction sur la SWR, une des radios publiques allemandes, avec Isabelle Hermann, spécialiste en sciences politiques.
En 2024, une de ses nouvelles est traduite pour la première fois en français par Thomas Herth et Miléna Young, sous le titre Une fluctuation dans le vide.

## Thématiques
Aiki Mira situe ses récits dans des futurs post-apocalyptiques ou « post-climatiques », décrivant par ce terme des hypothèses d’évolution de la vie sur Terre liées aux effets du changement climatique,. Dans Neurobiest, ce sont les problématiques liées au biohacking, aux modifications génétiques et au transhumanisme qui sont abordées ; Proxi se déroule dans des réalités virtuelles et s’intéresse aux notions d’identité en ligne et d’intelligence artificielle, le cadre Denial of Service est une ville intelligente gérée par un réseau de neurones.
Mira a également publié un essai sur la science-fiction queer et ses liens avec la science-fiction féministe ; les protagonistes de ses récits sont souvent eux-mêmes et elles-mêmes queer, asexuels ou genderfluid.
Ses romans ont été associés au genre cyberpunk et fréquemment qualifiés de dystopiques.

## Distinctions
- 2022 :
  - Prix Kurd-Laßwitz de la meilleure nouvelle pour Utopie27[11]
  - Prix allemand de science-fiction de la meilleure nouvelle pour Utopie27[12]
  - nomination au prix Kurd-Laßwitz spécial pour l’anthologie Am Anfang war das Bild avec Uli Bendick et Mario Franke[13]
  - nomination au prix Kurd-Laßwitz de la meilleure nouvelle pour Vorsicht Synthetisches Leben! et Das Universum ohne Eisbärin[11]
  - nomination au prix allemand de science-fiction de la meilleure nouvelle pour Vorsicht Synthetisches Leben! et Das Universum ohne Eisbärin[12]

- 2023 :
  - Prix Kurd-Laßwitz du meilleur roman pour Neongrau[1],[14]
  - Prix Chrysalis de la Société européenne de science-fiction (en)[1]
  - Prix allemand de science-fiction de la meilleure nouvelle pour Die Grenze der Welt[15]
  - nomination au prix Kurd-Laßwitz de la meilleure nouvelle pour Die Grenze der Welt, Digital Detox et Die Zukunft[16]
  - nomination au prix allemand de science-fiction de la meilleure nouvelle pour Titans Kinder et Neongrau[15]
- 2024 :
  - Prix Kurd-Laßwitz du meilleur roman pour Neurobiest[17]
  - Prix allemand de science-fiction de la meilleure nouvelle pour Nicht von dieser Welt[18]
  - nomination au prix Kurd-Laßwitz de la meilleure nouvelle pour Nicht von dieser Welt[19]
- 2025 :
  - Prix Kurd-Laßwitz du meilleur roman pour Proxi[20]
  - nomination au prix Kurd-Laßwitz de la meilleure nouvelle pour Ein Schritt ins Leere[21]
  - nomination au prix Seraph (en) pour Proxi[22]

## Ouvrages

### Romans
- (de) Aiki Mira, Titans Kinder, 2022
- (de) Aiki Mira, Neongrau, Polarise, 2022
  - adapté en série audio par la WDR en 2025[3],[23]
- (de) Aiki Mira, Neurobiest, Eridanus, 2023
- (de) Aiki, Proxi, Fischer Tor, 2024
- (de) Aiki Mira, Denial of Service, Fischer Tor, octobre 2025 (à paraître)[8]

### Nouvelles
- Das Universum ohne Eisbärin, publié dans c't, 2021[24]
- Vorsicht Synthetisches Leben!, publié dans Exodus (de) vol. 43, 2021[11]

- Utopie27, 2021
- Die Grenze der Welt, publié dans Exodus vol. 44, 2022[16]
- Digital Detox, publié dans Future Fiction Magazine, 2022[16]
- Die Zukunft, publié dans Der Tod kommt auf Zahnrädern, 2022[16]
- Nicht von dieser Welt, 2023[18]

- Ein Schritt ins Leere, Psyche mit Zukunft, 2024
  - traduction française : « Une fluctuation dans le vide », dans Arborescences (trad. Thomas Herth et Miléna Yung), L’Asiathèque, 2024[25]

- « Éruption solaire et pluie de diamants », dans Soleil·s : 12 fictions héliotopiques (trad. Thomas Herth), 2025[26]